# Strażnica KOP „Chrapuń”

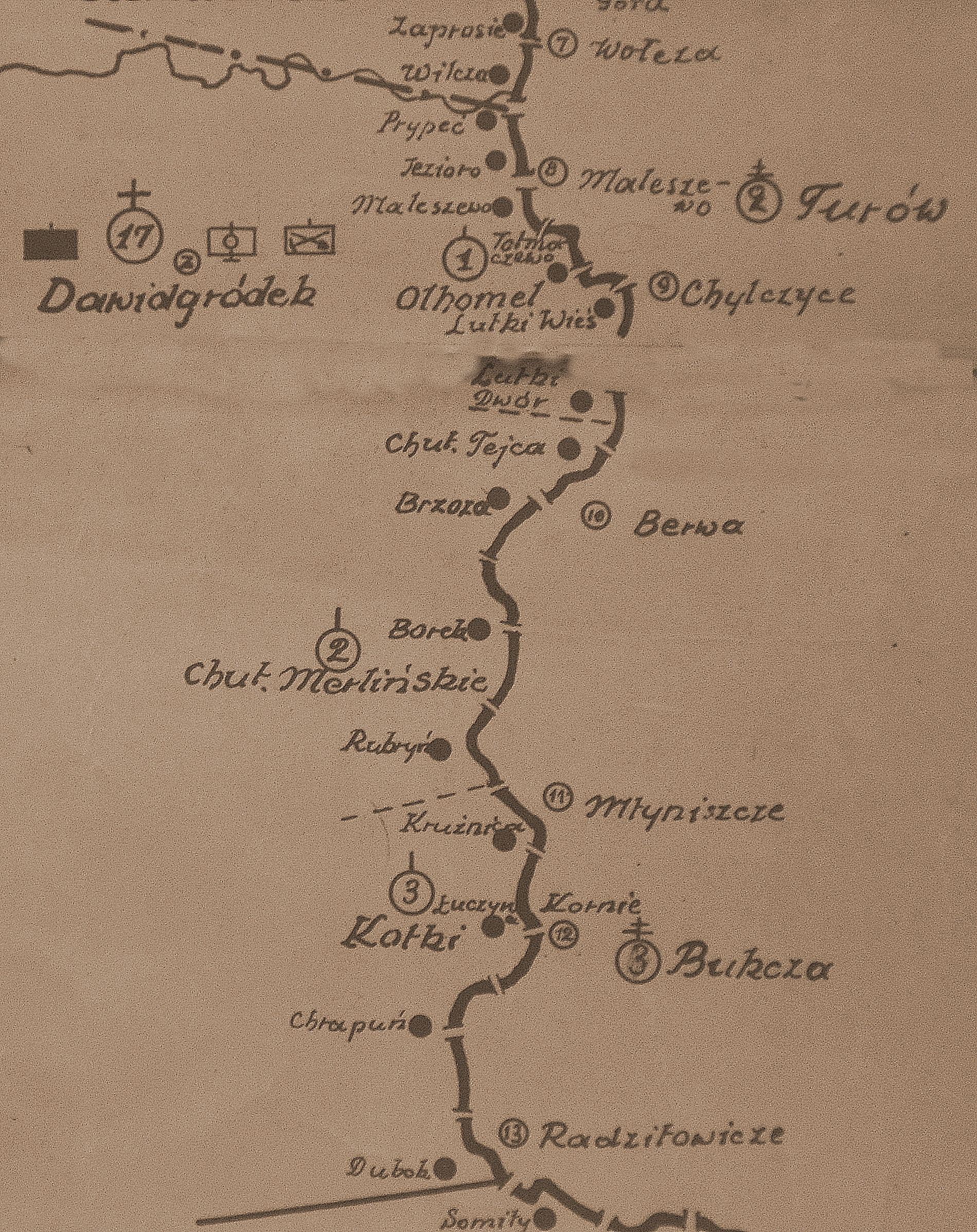
Rozmieszczenie batalionu KOP „Dawidgródek” w 1931

Strażnica KOP „Chrapuń” – zasadnicza jednostka organizacyjna Korpusu Ochrony Pogranicza pełniąca służbę ochronną na granicy polsko-sowieckiej.

## Formowanie i zmiany organizacyjne
W 1925, w składzie 5 Brygady Ochrony Pogranicza, został sformowany 17 batalion graniczny. W 1928 w skład batalionu wchodziło 14 strażnic. 172 strażnica KOP „Harpuń” w latach 1928–1939 funkcjonowała w strukturze organizacyjnej 3 kompanii granicznej KOP „Kołki”  z Brygady KOP „Polesie”. Strażnica liczyła około 18 żołnierzy i rozmieszczona była przy linii granicznej z zadaniem bezpośredniej ochrony granicy państwowej.
W 1932 obsada strażnicy zakwaterowana była w budynku KOP. Strażnicę z macierzystą kompanią łączyła droga polna długości 10,5 km.

## Służba graniczna
Podstawową jednostką taktyczną Korpusu Ochrony Pogranicza przeznaczoną do pełnienia służby ochronnej był batalion graniczny. Odcinek batalionu dzielił się na pododcinki kompanii, a te z kolei na pododcinki strażnic, które były „zasadniczymi jednostkami pełniącymi służbę ochronną”, w sile półplutonu. Służba ochronna pełniona była systemem zmiennym, polegającym na stałym patrolowaniu strefy nadgranicznej, wystawianiu posterunków alarmowych, obserwacyjnych i kontrolnych stałych, patrolowaniu i organizowaniu zasadzek w miejscach rozpoznanych jako niebezpieczne, kontrolowaniu dokumentów i zatrzymywaniu osób podejrzanych, a także utrzymywaniu ścisłej łączności między oddziałami i władzami administracyjnymi.
Strażnica KOP „Chrapuń” w 1932 ochraniała pododcinek granicy państwowej szerokości 5 kilometrów 290 metrów od słupa granicznego nr 1224 do 1230, a w 1938 pododcinek szerokości 14 kilometrów 320 metrów od słupa granicznego nr 1225 do 1238.
Sąsiednie strażnice:
- strażnica KOP „Łuczyna” ⇔ strażnica KOP „Dubok” - 1928[3], 1929[4], 1931[5] , 1932[6], 1934[7]
- strażnica KOP „Łuczyna” ⇔ strażnica KOP „Somity” - 1938[14]